# Indonézia az 1988. évi nyári olimpiai játékokon
Indonézia a dél-koreai Szöulban megrendezett 1988. évi nyári olimpiai játékok egyik részt vevő nemzete volt. Az országot az olimpián 11 sportágban 29 sportoló képviselte, akik összesen 1 érmet szereztek.

## Érmesek
| Érem  | Versenyző                                                    | Sportág | Versenyszám |
| ----- | ------------------------------------------------------------ | ------- | ----------- |
| Ezüst | Lilies Handayani Nurfitriyana Saiman-Lantang Kusuma Wardhani | Íjászat | Női csapat  |

## Asztalitenisz
Férfi
| Versenyző      | Versenyszám | Csoportkör | Csoportkör | Nyolcaddöntő      | Negyeddöntő       | Elődöntő          | Döntő             | Helyezés |
| Versenyző      | Versenyszám | Ellenfél Eredmény | Hely.      | Ellenfél Eredmény | Ellenfél Eredmény | Ellenfél Eredmény | Ellenfél Eredmény | Helyezés |
| -------------- | ----------- | --- | ---------- | ----------------- | ----------------- | ----------------- | ----------------- | -------- |
| Tonny Maringgi | Egyes       | B csoport · Georg Böhm (FRG) · 0:3 · Patrick Birocheau (FRA) · 1:3 · Csi Csin-lung (Chih Chin-Long) (TPE) · 0:3 · Gilany Hosnani (MRI) · 3:0 · Barry Griffiths (NZL) · 3:2 · Jan-Ove Waldner (SWE) · 0:3 · Hszü Ceng-caj (Xu Zengcai) (CHN) · 0:3 | 6.         | kiesett           | kiesett           | kiesett           | kiesett           | 41.      |

## Atlétika
Férfi
| Versenyző                                                        | Versenyszám     | Előfutam      | Előfutam      | Előfutam      | Negyeddöntő | Negyeddöntő | Negyeddöntő | Elődöntő | Elődöntő | Elődöntő | Döntő   | Döntő    |
| Versenyző                                                        | Versenyszám     | Idő           | Hely.         | Össz.         | Idő         | Hely.       | Össz.       | Idő      | Hely.    | Össz.    | Idő     | Helyezés |
| ---------------------------------------------------------------- | --------------- | ------------- | ------------- | ------------- | ----------- | ----------- | ----------- | -------- | -------- | -------- | ------- | -------- |
| Mardi Lestari                                                    | 100 m           | 10,40         | 3.            | 16.**         | 10,32       | 2.          | 13.*        | 10,39    | 7.       | 12.      | kiesett | kiesett  |
| Elieser Wattebosi                                                | 400 m           | 47,10         | 6.            | 37.           | kiesett     | kiesett     | kiesett     | kiesett  | kiesett  | kiesett  | kiesett | kiesett  |
| Edward Nabunone                                                  | 5000 m          | 14:19,40      | 14.           | 43.           |             |             |             | kiesett  | kiesett  | kiesett  | kiesett | kiesett  |
| Edward Nabunone                                                  | 10 000 m        | 29:55,23      | 17.           | 34.           |             |             |             |          |          |          | kiesett | kiesett  |
| Mardi Lestari Kresno Eko Pambudi Elieser Wattebosi Mohamed Yusuf | 4 × 100 m váltó | nem ért célba | nem ért célba | nem ért célba |             |             |             | kiesett  | kiesett  | kiesett  | kiesett | kiesett  |

* - egy másik versenyzővel azonos eredményt ért el

** - két másik versenyzővel azonos eredményt ért el

## Birkózás
Szabadfogású
| Versenyző       | Versenyszám | Vigaszágas kiesés                                                             | Vigaszágas kiesés | Helyosztók        | Helyosztók        | Bronz- mérkőzés   | Döntő             | Helyezés    |
| Versenyző       | Versenyszám | Vigaszágas kiesés                                                             | Vigaszágas kiesés | 7. helyért        | 5. helyért        | Bronz- mérkőzés   | Döntő             | Helyezés    |
| Versenyző       | Versenyszám | Ellenfél Eredmény                                                             | Hely.             | Ellenfél Eredmény | Ellenfél Eredmény | Ellenfél Eredmény | Ellenfél Eredmény | Helyezés    |
| --------------- | ----------- | ----------------------------------------------------------------------------- | ----------------- | ----------------- | ----------------- | ----------------- | ----------------- | ----------- |
| Suryadi Gunawan | 48 kg       | A csoport · Mohammad Razigul (AFG) · 3–12 · Volker Anger (GDR) · 4–10         | 7.                | kiesett           | kiesett           | kiesett           | kiesett           | helyezetlen |
| Surya Saputra   | 52 kg       | A csoport · Arslan Seyhanlı (TUR) · 0–15 · Władysław Stecyk (POL) · kétvállas | 10.               | kiesett           | kiesett           | kiesett           | kiesett           | helyezetlen |

## Íjászat
Férfi
| Versenyző      | Versenyszám | Selejtező | Selejtező | Nyolcaddöntő | Nyolcaddöntő | Negyeddöntő | Negyeddöntő | Elődöntő | Elődöntő | Döntő   | Döntő    |
| Versenyző      | Versenyszám | Pont      | Hely.     | Pont         | Hely.        | Pont        | Hely.       | Pont     | Hely.    | Pont    | Helyezés |
| -------------- | ----------- | --------- | --------- | ------------ | ------------ | ----------- | ----------- | -------- | -------- | ------- | -------- |
| Safruddin Mawi | Egyéni      | 1219      | 48.       | kiesett      | kiesett      | kiesett     | kiesett     | kiesett  | kiesett  | kiesett | kiesett  |

Női
| Versenyző                                                    | Versenyszám | Selejtező | Selejtező | Nyolcaddöntő | Nyolcaddöntő | Negyeddöntő | Negyeddöntő | Elődöntő | Elődöntő | Döntő   | Döntő    |
| Versenyző                                                    | Versenyszám | Pont      | Hely.     | Pont         | Hely.        | Pont        | Hely.       | Pont     | Hely.    | Pont    | Helyezés |
| ------------------------------------------------------------ | ----------- | --------- | --------- | ------------ | ------------ | ----------- | ----------- | -------- | -------- | ------- | -------- |
| Nurfitriyana Saiman-Lantang                                  | Egyéni      | 1258      | 12.       | 314          | 9.           | 324         | 7.          | 325      | 9.       | kiesett | kiesett  |
| Kusuma Wardhani                                              | Egyéni      | 1239      | 20.       | 300          | 19.          | kiesett     | kiesett     | kiesett  | kiesett  | kiesett | kiesett  |
| Lilies Handayani                                             | Egyéni      | 1223      | 30.       | kiesett      | kiesett      | kiesett     | kiesett     | kiesett  | kiesett  | kiesett | kiesett  |
| Lilies Handayani Nurfitriyana Saiman-Lantang Kusuma Wardhani | Csapat      | 3720      | 5.        |              |              |             |             | 975      | 4.       | 952     |          |

## Ökölvívás
| Versenyző        | Versenyszám | Selejtező         | 32-es főtábla             | Nyolcaddöntő      | Negyeddöntő       | Elődöntő          | Döntő             | Helyezés |
| Versenyző        | Versenyszám | Ellenfél Eredmény | Ellenfél Eredmény         | Ellenfél Eredmény | Ellenfél Eredmény | Ellenfél Eredmény | Ellenfél Eredmény | Helyezés |
| ---------------- | ----------- | ----------------- | ------------------------- | ----------------- | ----------------- | ----------------- | ----------------- | -------- |
| Ilham Lahia      | Pehelysúly  | erőnyerő          | Serge Bouemba (GAB) · 1:4 | kiesett           | kiesett           | kiesett           | kiesett           | 17.      |
| Adrianus Taroreh | Könnyűsúly  | erőnyerő          | Charlie Kane (GBR) · 0:5  | kiesett           | kiesett           | kiesett           | kiesett           | 17.      |

## Sportlövészet
Női
| Versenyző              | Versenyszám   | Selejtező | Selejtező | Döntő   | Döntő    |
| Versenyző              | Versenyszám   | Pont      | Helyezés  | Pont    | Helyezés |
| ---------------------- | ------------- | --------- | --------- | ------- | -------- |
| Selvyana Adrian-Sofyan | Légpisztoly   | 368       | 32.       | kiesett | kiesett  |
| Selvyana Adrian-Sofyan | Sportpisztoly | 568       | 35.       | kiesett | kiesett  |

## Súlyemelés
| Versenyző        | Versenyszám | Szakítás                 | Szakítás                 | Lökés    | Lökés    | Összesen | Helyezés |
| Versenyző        | Versenyszám | Eredmény                 | Helyezés                 | Eredmény | Helyezés | Összesen | Helyezés |
| ---------------- | ----------- | ------------------------ | ------------------------ | -------- | -------- | -------- | -------- |
| Sodikin          | 52 kg       | 95,0                     | 16.                      | 122,5    | 16.      | 217,5    | 15.      |
| Dirdja Wihardja  | 56 kg       | 112,5                    | 4.                       | 142,5    | 4.       | 255,0    | 4.       |
| Yon Haryono      | 56 kg       | 100,0                    | 18.                      | 137,5    | 8.       | 237,5    | 18.      |
| Catur Mei Studi  | 60 kg       | érvényes kísérlet nélkül | érvényes kísérlet nélkül | kiesett  | kiesett  | kiesett  | kiesett  |
| I Nyoman Sudarma | 75 kg       | 145,0                    | 11.                      | 175,0    | 12.      | 320,0    | 10.      |

## Tenisz
Férfi
| Versenyző                              | Versenyszám | 32-es főtábla                                                              | Nyolcaddöntő      | Negyeddöntő       | Elődöntő          | Döntő             | Helyezés |
| Versenyző                              | Versenyszám | Ellenfél Eredmény                                                          | Ellenfél Eredmény | Ellenfél Eredmény | Ellenfél Eredmény | Ellenfél Eredmény | Helyezés |
| -------------------------------------- | ----------- | -------------------------------------------------------------------------- | ----------------- | ----------------- | ----------------- | ----------------- | -------- |
| Hary Suharyadi Donald Wailan Walalangi | Páros       | Egyesült Államok (USA) · Andre Agassi · MaliVai Washington · 3–6, 1–6, 5–7 | kiesett           | kiesett           | kiesett           | kiesett           | 17.      |

Női
| Versenyző    | Versenyszám | 64-es főtábla                         | 32-es főtábla     | Nyolcaddöntő      | Negyeddöntő       | Elődöntő          | Döntő             | Helyezés |
| Versenyző    | Versenyszám | Ellenfél Eredmény                     | Ellenfél Eredmény | Ellenfél Eredmény | Ellenfél Eredmény | Ellenfél Eredmény | Ellenfél Eredmény | Helyezés |
| ------------ | ----------- | ------------------------------------- | ----------------- | ----------------- | ----------------- | ----------------- | ----------------- | -------- |
| Yayuk Basuki | Egyes       | Catherine Suire (FRA) · 3–6, 6–3, 0–6 | kiesett           | kiesett           | kiesett           | kiesett           | kiesett           | 33.      |

## Úszás
Férfi
| Versenyző        | Versenyszám  | Előfutam | Előfutam | Előfutam | Döntő   | Döntő   | Döntő   | Helyezés |
| Versenyző        | Versenyszám  | Idő      | Hely.    | Össz.    | Típus   | Idő     | Hely.   | Helyezés |
| ---------------- | ------------ | -------- | -------- | -------- | ------- | ------- | ------- | -------- |
| Wirmandi Sugriat | 200 m vegyes | 2:13,93  | 6.       | 38.      | kiesett | kiesett | kiesett | kiesett  |
| Wirmandi Sugriat | 100 m mell   | 1:06,22  | 4.       | 44.      | kiesett | kiesett | kiesett | kiesett  |
| Wirmandi Sugriat | 200 m mell   | 2:26,17  | 2.       | 39.      | kiesett | kiesett | kiesett | kiesett  |
| Wirmandi Sugriat | 50 m gyors   | 25,55    | 7.       | 55.      | kiesett | kiesett | kiesett | kiesett  |
| Richard Sam Bera | 50 m gyors   | 24,63    | 3.       | 41.      | kiesett | kiesett | kiesett | kiesett  |
| Richard Sam Bera | 100 m gyors  | 53,59    | 6.       | 47.      | kiesett | kiesett | kiesett | kiesett  |
| Richard Sam Bera | 200 m gyors  | 1:57,60  | 4.       | 48.      | kiesett | kiesett | kiesett | kiesett  |
| Richard Sam Bera | 400 m gyors  | 4:08,70  | 3.       | 43.      | kiesett | kiesett | kiesett | kiesett  |
| Richard Sam Bera | 200 m vegyes | 2:13,90  | 2.       | 37.      | kiesett | kiesett | kiesett | kiesett  |

## Vitorlázás
Férfi
| Versenyző          | Versenyszám | Futam | Futam | Futam | Futam | Futam   | Futam | Futam | Pontszám | Helyezés |
| Versenyző          | Versenyszám | 1     | 2     | 3     | 4     | 5       | 6     | 7     | Pontszám | Helyezés |
| ------------------ | ----------- | ----- | ----- | ----- | ----- | ------- | ----- | ----- | -------- | -------- |
| Abdul Malik Faisal | Divízió II  | 37,0  | 30,0  | 26,0  | 38,0  | (52,0*) | 36,0  | 27,0  | 194,0    | 27.      |
| Eddy Sulistianto   | Finn dingi  | 31,0  | 33,0  | 35,0  | 32,0  | (40,0*) | 31,0  | 40,0* | 202,0    | 31.      |

* - nem ért célba

## Vívás
Férfi
| Versenyző | Versenyszám | Selejtező | Selejtező | Selejtező         | Selejtező | Selejtező         | Selejtező | Főtábla           | Főtábla           | Főtábla           | Vigaszág          | Vigaszág          | Vigaszág          | Vigaszág          | Negyeddöntő       | Elődöntő          | Döntő             | Helyezés |
| Versenyző | Versenyszám | 1. kör | 1. kör    | 2. kör            | 2. kör    | 3. kör            | 3. kör    | 1. kör            | 2. kör            | 3. kör            | 1. kör            | 2. kör            | 3. kör            | 4. kör            | Negyeddöntő       | Elődöntő          | Döntő             | Helyezés |
| Versenyző | Versenyszám | Ellenfél Eredmény | Hely.     | Ellenfél Eredmény | Hely.     | Ellenfél Eredmény | Hely.     | Ellenfél Eredmény | Ellenfél Eredmény | Ellenfél Eredmény | Ellenfél Eredmény | Ellenfél Eredmény | Ellenfél Eredmény | Ellenfél Eredmény | Ellenfél Eredmény | Ellenfél Eredmény | Ellenfél Eredmény | Helyezés |
| --------- | ----------- | --- | --------- | ----------------- | --------- | ----------------- | --------- | ----------------- | ----------------- | ----------------- | ----------------- | ----------------- | ----------------- | ----------------- | ----------------- | ----------------- | ----------------- | -------- |
| Alkindi   | Tőr, egyéni | 7. csoport · Roberto Lazzarini (BRA) · 1–5 · Dave Littell (USA) · 1–5 · Jesús Esperanza (ESP) · 2–5 · Bill Gosbee (GBR) · 0–5 · Aljakszandr Ramanykov (URS) · 0–5 | 6.        | kiesett           | kiesett   | kiesett           | kiesett   | kiesett           | kiesett           | kiesett           | kiesett           | kiesett           | kiesett           | kiesett           | kiesett           | kiesett           | kiesett           | 67.      |

Női
| Versenyző        | Versenyszám | Selejtező | Selejtező | Selejtező         | Selejtező | Selejtező         | Selejtező | Főtábla           | Főtábla           | Vigaszág          | Vigaszág          | Negyeddöntő       | Elődöntő          | Döntő             | Helyezés |
| Versenyző        | Versenyszám | 1. kör | 1. kör    | 2. kör            | 2. kör    | 3. kör            | 3. kör    | 1. kör            | 2. kör            | 1. kör            | 2. kör            | Negyeddöntő       | Elődöntő          | Döntő             | Helyezés |
| Versenyző        | Versenyszám | Ellenfél Eredmény | Hely.     | Ellenfél Eredmény | Hely.     | Ellenfél Eredmény | Hely.     | Ellenfél Eredmény | Ellenfél Eredmény | Ellenfél Eredmény | Ellenfél Eredmény | Ellenfél Eredmény | Ellenfél Eredmény | Ellenfél Eredmény | Helyezés |
| ---------------- | ----------- | --- | --------- | ----------------- | --------- | ----------------- | --------- | ----------------- | ----------------- | ----------------- | ----------------- | ----------------- | ----------------- | ----------------- | -------- |
| Silvia Koeswandi | Tőr, egyéni | 1. csoport · Kovács Edit (HUN) · 0–5 · Oka Tomoko (JPN) · 1–5 · Brigitte Latrille-Gaudin (FRA) · 0–5 · Zita-Eva Funkenhauser (FRG) · 4–5 | 5.        | kiesett           | kiesett   | kiesett           | kiesett   | kiesett           | kiesett           | kiesett           | kiesett           | kiesett           | kiesett           | kiesett           | 43.      |